# Borimir Perković
Borimir Perković (Livno, 25. rujna 1967.) hrvatski je nogometni trener i bivši nogometaš.

## Igračka karijera
Iako rođen u Livnu, karijeru započinje u NK Zagrebu. U Zagrebu ostaje jednu godinu, kada odlazi u zaprešićki Inker u kojem ostaje dvije godine. 1994. godine postaje igrač Rijeke koju napušta 1997., da bi iste godine zaigrao za NK Osijek. Zatim odlazi u Slaven Belupo i Kamen Ingrad, da bi 2004. završio karijeru u Zagrebu, klubu u kojem je počeo.

## Trenerska karijera
Trenersku karijeru započinje 2008. godine u igračkom klubu, zaprešićkom Interu. Odlazi iz Intera 2010. godine na poziv Zlatka Dalića da mu bude pomoćnik u Al-Faisalyju. Ostali su u Faisalyju do 2012. godine, kada Perković ponovno sjeda na klupu Intera iz Zaprešića, kojeg vodi do 2013. godine. 2014. godine, ponovno kao pomoćnik Zlatka Dalića, odlazi u Al Ain, s kojim 2014. godine osvajaju "Predsjednikov kup", a 2015. godine osvojili su arabijsko prvenstvo i "Superkup", te su izborili finale azijske Lige prvaka, koje su izgubili. U siječnju 2017. vraćaju se u Hrvatsku. 30. kolovoza 2017. Perković postaje trener HNK Šibenika.Dana 5. lipnja 2019. godine, nakon poraza od pulske Istre 1961 i neuspjelog pokušaja ulaska u Prvu HNL, smijenjen je kao trener momčadi.
Dana 22. lipnja 2019. Borimir preuzima klupu NK Varaždina.